# 3-й Сибирский Новониколаевский передовой врачебно-питательный отряд
3-й Сибирский Новониколаевский передовой врачебно-питательный отряд — отряд, созданный в Новониколаевске в период Первой мировой войны для помощи раненым и больным военнослужащим. Действовал до 1918 года.

## История
В 1914—1915 годах Союзы Сибири организовали девять врачебно-питательных отрядов, одним из которых стал 3-й Новониколаевский.
Главой отряда был назначен В. Н. Пепеляев, депутат 4-й Государственной думы от Томской губернии. Врачи, санитары и обслуживающий штат были набраны преимущественно из жителей Новониколаевска.
Новониколаевский отдел Общества по оказанию помощи раненым воинам выделил 300 кулей с сухарями и 50 000 рублей. Для 3-го отряда приобрели оборудование на 100 000 рублей, из них 60 000 рублей было выделено Союзом городов.
8 марта 1915 года отряд выдвинулся в поход и уже 14 марта начал работу в Цеханове, на территории действия Русской армии.
Деятельность формирования велась в основном у линии фронта, отряд многократно обстреливался вражеской артиллерией.
К 8 августа 1915 года отряд оказал медицинскую помощь 2911 раненым и больным в лазарете, осуществил 23 911 перевязок, амбулаторных приёмов и посещений на дому, провёл 189 операций, эвакуировал 947 человек и раздал 1003 порции горячей пищи. Бани отряда посетили 59 204 человека. Также было продезинфицировано и выстирано 14 698 платьев и пар белья, выданы 30 821 пара белья, 5690 кусков мыла и т. д.
В январе 1918 года отряд прекратил свою деятельность после упразднения большевиками Земского и Городского союзов.